# 五所川原エフエム
株式会社五所川原エフエム（ごしょがわらエフエム）は、青森県五所川原市の一部地域を放送対象地域として超短波放送（FM放送）をする特定地上基幹放送事業者である。
FMごしょがわら、G Radio、ジーラジの愛称を使い分けコミュニティ放送をしている。

## 概要
2014年（平成26年）設立。青森県ではエフエムアップルウェーブ以来14年ぶりの5局目、津軽地域では3局目、全国では281局目のコミュニティ放送局である。
五所川原市では郊外に大型ショッピングセンターができ、五所川原駅周辺の人通りが減ったことから活気を取り戻すべく、2006年（平成14年）から五所川原商工会議所青年部が中心となり開局の準備を進め、免許人とすべく株式会社五所川原エフエムを設立、開局に至った。
会社理念は「地域の活性化、地域の防災、文化活動の推進」。
本社・演奏所（スタジオ）・送信所は、五所川原市東町の五所川原商工会館にある。本社・スタジオは会館1階に、送信所は会館屋上にあり特定地上基幹放送局の呼出符号はJOZZ2BJ-FM、呼出名称はエフエムごしょがわら、周波数76.7MHz、空中線電力20Wで放送区域は五所川原市の一部地域。
開局当初は、旧五所川原市では聴取できるが、旧金木町では芳しくなく、飛び地である旧市浦村では聴取できないと報じられていたが2016年（平成28年）に中継局が設置され難聴取が改善された。
2022年（令和4年）には、つがる市出来島地区に中継局が予備免許 された。
- 令和3年度ラジオ難聴解消支援事業の補助金が得られたこと[8]による。

| 局名                  | 空中線電力 | 設置場所   | 放送区域         | 放送区域内世帯数 |
| --------------------- | ---------- | ---------- | ---------------- | ---------------- |
| 金木局                | 5W         | 五所川原市 | 五所川原市の一部 | 3436世帯         |
| 市浦局                | 3W         | 五所川原市 | 五所川原市の一部 | 0790世帯         |
| 出来島局              | 0.1W       | つがる市   | つがる市の一部   | 0165世帯         |
| 周波数はすべて76.7MHz |            |            |                  |                  |

- 聴取可能市町村は、五所川原市近隣一円[1]と称している。

24時間放送をしている。特定非営利活動法人ジーネットサポート制作分を含む自社制作番組及び東北コミュニティ放送協議会加盟局共同制作番組や他地域のコミュニティ放送局制作番組で構成される。これ以外の時間はミュージックバードを放送。インターネット配信はJCBAインターネットサイマルラジオによる。
「ナムナちゃん」というマスコットキャラクターがある。
五所川原市、つがる市とは「災害時における災害情報等の放送に関する協定」を締結している。

## 沿革
- 2013年（平成25年）12月17日 - 株式会社五所川原エフエム設立[4]。
- 2014年（平成26年）
  - 7月7日 - 特定地上基幹放送局の免許取得[13]。
  - 7月10日 - 開局[13]。
- 2016年（平成28年）
  - 3月4日 - 金木・市浦中継局の予備免許取得[14]。
  - 3月31日 - 金木・市浦中継局の免許取得[15]。
  - 9月20日 - 五所川原市と「災害時における災害情報等の放送に関する協定」を締結[11]。
- 2021年（令和3年）4月1日 - JCBAインターネットサイマルラジオによるインターネット配信を開始[16]。
- 2022年（令和4年）
  - 1月27日 - 出来島中継局の予備免許取得[17]。
  - 3月17日 - つがる市と「株式会社五所川原エフエムとの災害時における災害情報等の放送に関する協定」を締結[12]。

## 主な番組

### 生放送
- Gモーニング!（平日 7:30 - 10:00）
- フォーチュン☆Radio（平日 11:00 - 14:00）
- ゆうがたGとーく♪（平日 16:00 - 18:00）
- にじるり・ふらいで〜（金曜 14:00 - 15:00）

### 収録番組
- suga - pimps アツシの「のれそれ!ソウル」（金曜 18:00 - 18:30）　- 収録番組
- 多加と英子の「あずましいクラシック」（金曜 19:00 - 20:00） - 収録番組

### NPO法人ジーネットサポート制作
番組編成の都合や出演者の事情などて、番組休止となる場合がある。
- くっちゃべ情報局（月曜 20:00 - 21:00）
- うだっこ De Night（火曜 20:00 - 21:00）
- ごしょばり（水曜 20:00 - 21:00）
- 音"・倶楽部（木曜 20:00 - 21:00）
- ブラスでGO（金曜　20:00 - 21:00）

### 広報番組
- 市役所かわら板（五所川原市広報番組、平日の朝・昼・夕は各生放送番組内で、月曜～木曜夜と土日は単独番組として、それぞれ放送）
- 五所川原防災インフォメーション（2021年4月開始・ミュージックバード制作で当局でも放送する『防災インフォメーション』とは無関係）
- セーフティー110・119（五所川原警察署・つがる警察署（110）・五所川原地区消防事務組合・つがる市消防本部（119）広報番組）
  - ただし、水曜から日曜の放送は、再放送となる。
- つがる市広報だより（つがる市広報番組、平日朝の「Gモーニング」内）

### 他局・コミュニティFM制作番組
- K・Sスタジオ（月曜 24:00 - 24:30） - コミュニティエフエム下関制作
- SPACE SHOWER RADIO（火曜 18:30 - 19:00） - エフエムおびひろ制作
- チェンバリスト明楽みゆきの浪漫紀行（水曜 14:00 - 15:00） - エフエムしろいし制作
- 旅するK-POP（木曜 18:30 - 19:00） - たかはぎFM制作
- 板橋かずゆき「ミュージック・ベジタブル」（土曜 9:30 - 10:00） - エフエムむつ制作
- 小澤倫のオー!リンズ11（土曜 12:30 - 13:00） - エフエムアップルウェーブ制作

### その他
- 五所川原花火大会生中継（毎年8月3日[18]）

### 終了した番組
- 10時つ♪ミュージックライフ!（月曜 - 水曜 10:00 - 10:55、2021年3月31日終了。なお、パーソナリティーの山谷は、夕方の「ゆうがたGとーく♪ 」に移動。）

## 県域放送局との同時放送
- 毎月第3月曜 13:20 - 13:28頃まで、当局『フォーチュン☆Radio』とRABラジオ『GO!GO!らじ丸』の同時放送を行っていた。

## パーソナリティー
- 小笠原恵
- 山谷春翔（はるか）
- 佐藤千優（ちひろ） - 2022年10月から[注釈 1]

下記2名は局ホームページには掲載されていないが、当局の番組「フォーチュン☆Radio」のパーソナリティーを担当している。
- 鈴木真由美（元エフエムアップルウェーブパーソナリティー）
- 藤田亜希子（元青森朝日放送アナウンサー）

### 在籍したパーソナリティー
- 張間陽子（元エフエム青森パーソナリティー） - 2021年3月30日まで
- 澤田理紗 - 2022年9月まで
- 北嶋晴美[注釈 2] - 2023年3月まで。なお、本局のコールサイン読みは、現在も担当している。

## ジングル
- 女性コーラスバージョン、地元の人のジーラジなど五所川原にちなんだフレーズをリミックスしたバージョンなどがあるほか地元出身の演歌歌手である吉幾三が歌うバージョンもある。

## 放送事故
2020年（令和2年）9月19日 4:58 - 8:08まで放送が停止した。原因は放送設備の設定不備。